# شهر بایما، شیچانگ
شهر بایما، شیچانگ (به لاتین: Baima Township) یک شهرک در جمهوری خلق چین است که در شیچانگ واقع شده‌است. شهر بایما ۲٬۳۹۰ متر بالاتر از سطح دریا واقع شده‌است.